# Louis Kortenhorst
Louis Arnoldus Kortenhorst (Weesp, 26 november 1884 – Waalre, 15 mei 1966) was een Nederlandse schilder.

## Leven en werk
Kortenhorst was een zoon van dr. Gerhardus Petrus Kortenhorst en Christina Hendrika Josephina Sloot en was gehuwd met Anna (Anneke) Gerharda Kloppenburg (1898-?1996). Hij volgde onderwijs aan de Amsterdamse Rijksnormaalschool voor Teekenonderwijzers en vervolgens aan de Rijksacademie. Leraren van hem waren onder anderen August Allebé, Pieter Dupont en Nicolaas van der Waay. Hij studeerde ook enige tijd aan de Königliche Bayerische Akademie in München. 
In 1911 werd Kortenhorst tekenleraar in Bussum, vijf jaar later volgde hij Jan Gerrit Jordens op als leraar in Warffum. In 1923 aanvaardde hij een betrekking bij het Asser Gymnasium. Daar was hij onder andere betrokken bij de oprichting van Kunstkring De Drentse Schilders. In 1952 verhuisde hij naar Waalre (Ansbalduslaan 64), waar hij in 1966 overleed.
Kortenhorst schilderde landschappen, stillevens en portretten. Hij was lid van Arti et Amicitiae en de Kunstenaarsvereniging Sint Lucas in Amsterdam.
De beeldhouwer Caroline Kortenhorst (1965) is een kleindochter van Louis Kortenhorst.
- Biografisch Portaal: 49221061
- Gemeinsame Normdatei: 1077888090
- International Standard Name Identifier: 0000 0003 9044 4483
- Nederlandse Thesaurus van Auteursnamen: 07373859X
- RKD-Nederlands Instituut voor Kunstgeschiedenis: 45984
- Union List of Artist Names: 500708979
- Virtual International Authority File: 284068088
- WorldCat: E39PBJj8WfGvTrwHFK6qcdDjG3